# Brad (okręg Bacău)
Brad – wieś w Rumunii, w okręgu Bacău, w gminie Berești-Bistrița. W 2011 roku liczyła 191 mieszkańców.